# Zuidelijke aurelia
De zuidelijke aurelia (Polygonia egea) is een vlinder uit de familie Nymphalidae (vossen, parelmoervlinders en weerschijnvlinders).
De vlinder komt in Zuid-Europa voor en is een bewoner van droge graslanden en vliegt tot 1700 meter in berggebied. Waardplant is groot glaskruid (Parietaria officinalis).
De vliegtijd is van maart tot in september.